# Гунцо
Гунцо (нем. Gunzo; VII век) — герцог Алеманнии в первой половине VII века.

## Биография
О происхождении и родственных связях Гунцо с более ранними правителями Алеманнии сведений не сохранилось. Вероятно, он от имени королей Франкского государства управлял территориями, населёнными алеманнами. Его резиденцией, по свидетельству жития святого Галла, была вилла Ибуринга (современный Иберлинген) на Боденском озере.
Неизвестно, когда Гунцо получил власть над Алеманнией. Предыдущим алеманнским герцогом, упоминаемым в источниках, был Унцелен, лишившийся своего поста в 607 году. На основании сходства имён предполагается, что Гунцо мог быть тождественен герцогу Гундоину, основателю монастыря Мутье-Грандваль, или даже герцогу Унцелену. Также возможно, что Гунцо управлял только восточными областями Алеманнии.
О самом Гунцо известно, что он был инициатором созыва прошедшего 20 апреля 615 года в Констанце поместного собора. На этом собрании диакон Иоанн был избран новым епископом вместо скончавшегося Гауденция. Упоминание об этом событии — наиболее раннее из средневековых свидетельств о существовании Констанцской епархии.
Дочь герцога Гунцо Фридибурга была обручена с погибшим в 613 году королём Сигибертом II, но в брак так и не вступила.
Следующим после Гунцо герцогом Алеманнии, известным из средневековых источников, был Хродоберт, упоминающийся в начале 630-х годов.